# Howard G. Freas
Howard G. Freas (geboren am 13. Juli 1900 in Fogelsville (Pennsylvania); gestorben am 23. August 1971 in Bethesda (Maryland)) war ein amerikanischer Regierungsbediensteter. Er war von 1953 bis 1966 Mitglied der amerikanischen Regulierungsbehörde Interstate Commerce Commission.

## Leben
1916 beendete er das Allentown Business College und studierte anschließend bis 1921 an der Mercersburg Academy. Danach schloss sich 1921/1922 ein medizinisches Studium an der University of Nevada und der University of California an. Von 1934 bis 1936 studierte er Jura an der LaSalle Extension University. Bis 1929 arbeitete er sechs Jahre für Bahngesellschaften in Pennsylvania und California und war drei Jahre in einem kalifornischen Industriekonzern für den Verkehr verantwortlicher Manager.
Seit 1929 arbeitete er bei der Railroad Commission of California/California Public Utilities Commission und entwickelte sich zu einem Fachmann für die Tarifgestaltung. Von 1942 bis 1953 war er Vorsitzender der Mountain-Pacific States Conference of Public Utilities Commissioners. Von 1942 bis 1945 war er Dozent an der Stanford University.
Am 9. Juli 1953 wurde der Republikaner vom Präsidenten der Vereinigten Staaten, Dwight D. Eisenhower für den freigewordenen Sitz von William E. Lee in der Interstate Commerce Commission nominiert und eine Woche später vom Senat bestätigt. Am 18. August 1953 trat er sein Amt an. 1959 war er turnusgemäß der Vorsitzende der Behörde. In der Entscheidung der Interstate Commerce Commission zur Fusion der Pennsylvania Railroad mit der New York Central Railroad zur Penn Central stimmte er als einziges Mitglied der zehnköpfigen Kommission gegen das Vorhaben.
In der ICC arbeitete er bis zum 31. Dezember 1966. Sein Nachfolger war George M. Stafford. Danach war er bis zu seinem Ruhestand im Juli 1970 bei der Southern Railway als Berater des Präsidenten tätig.
Er starb 1971 an einem Herzinfarkt. Er war seit 1924 verheiratet und hatte drei Kinder.